# Warwick Selvey
Warwick Selvey, född 3 december 1939, död 16 augusti 2018, var en friidrottare från Australien. Han deltog vid olympiska sommarspelen 1960 och olympiska sommarspelen 1964.